# Zoukou (Djidja)
Zoukou (auch Zounkon) ist ein Arrondissement im Departement Zou im westafrikanischen Staat Benin. Es ist eine Verwaltungseinheit, die der Gerichtsbarkeit der Kommune Djidja untersteht.

## Demografie und Verwaltung
Gemäß der Volkszählung 2013 des beninischen Statistikamtes INSAE hatte das Arrondissement 2845 Einwohner, davon waren 1308 männlich und 1537 weiblich.
Von den 95 Dörfern und Quartieren der Kommune Djidja entfallen fünf auf Zoukou:
1. Ahozoun
2. Ayogbé
3. Danmlonkou
4. Zounkon
5. Zounmè